# 테라모도
테라모도(이탈리아어: Provincia di Teramo)은 이탈리아 아브루초주의 도이다. 현도는 테라모이다. 면적은 1,948 km2, 인구는 296,063(2005)이다.